# Крайненська сільська рада
Кра́йненська сільська́ ра́да — адміністративно-територіальна одиниця та орган місцевого самоврядування в Сакському районі Автономної Республіки Крим. Адміністративний центр — село Крайнє.

## Загальні відомості
- Населення ради: 3 022 особи (станом на 2001 рік)

## Населені пункти
Сільській раді були підпорядковані населені пункти:
- с. Крайнє
- с. Вершинне
- с. Трудове

## Склад ради
Рада складалася з 16 депутатів та голови.
- Голова ради: Єремаєв Сергій Васильович
- Секретар ради: Мамбетов Ленур Енверович

### Керівний склад попередніх скликань
| Прізвище, ім'я, по батькові | Основні відомості                                                         | Дата обрання | Дата звільнення |
| --------------------------- | ------------------------------------------------------------------------- | ------------ | --------------- |
| Єремаєв Сергій Васильович   | Сільський голова, 1965 року народження, освіта вища, безпартійний         | 26.03.2006   | 31.10.2010      |
| Єремаєв Сергій Васильович   | Сільський голова, 1965 року народження, освіта вища, член Партії регіонів | 31.10.2010   |                 |

Примітка: таблиця складена за даними сайту Верховної Ради України

### Депутати
За результатами місцевих виборів 2010 року депутатами ради стали:

#### За суб'єктами висування
| Суб'єкт висування | Кількість обраних депутатів | %    |
| ----------------- | --------------------------- | ---- |
| Партія регіонів   | 11                          | 68,8 |
| Самовисування     | 5                           | 31,3 |

#### За округами
| № округу        | Прізвище, ім'я, по батькові     | Дата визнання обраним | Освіта             | Партійна приналежність | Відомості про обраного депутата                                                   |
| --------------- | ------------------------------- | --------------------- | ------------------ | ---------------------- | --------------------------------------------------------------------------------- |
| Партія регіонів |                                 |                       |                    |                        |                                                                                   |
| 1               | Буркін Андрій Васильович        | 31.10.2010            | середня спеціальна | позапартійний          | ВАТ «Крименерго», електрік                                                        |
| 2               | Зіненко Юрій Григорович         | 31.10.2010            | середня спеціальна | позапартійний          | Сакське міжрегіональне управління водного господарства, машинист насосної станції |
| 6               | Бекірова Гульнар Серверівна     | 31.10.2010            | вища               | член Партії регіонів   | загальноосвітня школа с. Трудове, директор                                        |
| 7               | Фіратова Марія Іванівна         | 31.10.2010            | середня спеціальна | член Партії регіонів   | пенсіонер                                                                         |
| 8               | Шаматаев Айдер Османович        | 31.10.2010            | вища               | член Партії регіонів   | приватний підприємець                                                             |
| 9               | Лукашова Зоя Олексіївна         | 31.10.2010            | середня спеціальна | член Партії регіонів   | ТОВ «Сакська водна компанія», контролер                                           |
| 11              | Костецька Антоніна Віталіївна   | 31.10.2010            | вища               | член Партії регіонів   | тимчасово не працює                                                               |
| 12              | Хохлова Наталя Михайлівна       | 31.10.2010            | середня спеціальна | член Партії регіонів   | тимчасово не працює                                                               |
| 13              | Мамбетов Ленур Енверович        | 31.10.2010            | вища               | член Партії регіонів   | Крайненська сільська рада, секретар                                               |
| 14              | Синовець Марія Григорівна       | 31.10.2010            | вища               | член Партії регіонів   | Крайненська сільська рада, бухгалтер                                              |
| 15              | Донцов Леонід Миколайович       | 31.10.2010            | вища               | член Партії регіонів   | фермерське господарство «Сонячна долина», керівник                                |
| Самовисування   |                                 |                       |                    |                        |                                                                                   |
| 3               | Мамбетова Галина Дамирівна      | 31.10.2010            | вища               | позапартійна           | фельдшерсько-акушерський пункт, с. Крайнє, завідувачка                            |
| 4               | Сабірджанов Мансур Сулейманович | 31.10.2010            | середня            | позапартійний          | тимчасово не працює                                                               |
| 5               | Куртумеров Енвер Шевкетович     | 31.10.2010            | середня            | позапартійний          | тимчасово не працює                                                               |
| 10              | Хохлов Микола Григорович        | 31.10.2010            | середня спеціальна | член Партії регіонів   | відділення електрозв'язку, с. Трудове, електромонтер                              |
| 16              | Усеїнов Айдер Серверович        | 31.10.2010            | середня            | позапартійний          | тимчасово не працює                                                               |